# TSV Burgdorf
Die TSV Burgdorf (offiziell: Turn- und Sportvereinigung Burgdorf e. V.) ist ein Sportverein aus Burgdorf in der Region Hannover. Der Verein wurde am 13. Januar 1946 gegründet und hat 3200 Mitglieder (Stand: 2019) in zwölf Abteilungen. Die Vereinsfarben sind schwarz, weiß und grün.
Bekannt wurde der Verein durch seine Handballabteilung. Die erste Männermannschaft wurde im Jahre 2005 als TSV Hannover-Burgdorf ausgelagert und spielt seit 2009 in der Bundesliga. Die erste Handballmannschaft der Frauen nahm einmal am DHB-Pokal teil. Die erste Fußballmannschaft wurde 1973 Niedersachsenpokalsieger.

## Geschichte
Ältester Stammverein des heutigen Clubs ist der am 4. März 1849 gegründete Männerturnverein Burgdorf. Am 1. August 1907 gründete sich der SV Victoria Burgdorf, der gleichzeitig die Wurzeln der heutigen Hand- und Fußballabteilung legte. Dritter Stammverein war der 1926 gegründete Tennisclub Grün-Gelb Burgdorf. Nachdem im Jahre 1925 Fusionsgespräche zwischen dem MTV und der Viktoria gescheitert waren, kam es schließlich 1940 zur Fusion der drei genannten Vereine zur Turn- und Sportgemeinschaft Burgdorf. Hieraus wurde am 13. Januar 1946 die heutige Turn- und Sportvereinigung. Der Verein bietet neben Handball und Fußball noch die Sportarten Badminton, Faustball, Leichtathletik, Schach, Schwimmen, Skisport, Tennis, Tischtennis, Turnen und Volleyball an.

## Handball
Die Wurzeln der Handballabteilung befinden sich bei der 1922 gegründeten Freien Turnerschaft Burgdorf, die dem Arbeiter-Turn- und Sportbund angehörte. Nach der zwangsweisen Auflösung des Vereins durch die Nationalsozialisten schlossen sich die Mitglieder dem MTV bzw. der Viktoria an. Heimspielstätte ist heute die Sporthalle der Gudrun-Pausewang-Grundschule.

### Männer
Nachdem die Mannschaft bis weit in die 1980er-Jahre lediglich auf Kreisebene gespielt hatte, errangen die Burgdorfer Handballer in der Folgezeit mehrere Aufstiege, die die Mannschaft 1997 in die Regionalliga und acht Jahre später in die 2. Bundesliga führte. Gleichzeitig wurde die erste Männermannschaft aus dem Verein in die TSV Hannover-Burgdorf ausgelagert. Ein Höhepunkt der Vereinsgeschichte war ein Freundschaftsspiel gegen die brasilianische Nationalmannschaft in der Saison 1991/92.
Die zweite Männermannschaft schaffte im Jahre 2008 den Aufstieg in die Oberliga Niedersachsen und wurde prompt Vizemeister hinter HF Springe. Vier Jahre später wurden die Burgdorfer Meister und stiegen in die 3. Liga auf. Dort erreichte die Mannschaft in der Aufstiegssaison 2012/13 Platz vier. In der Saison 2014/15 stellt die TSV Burgdorf vier Herrenmannschaften.

### Frauen
Die Handballerinnen der TSV Burgdorf spielten ebenfalls jahrzehntelang auf Kreisebene. In den späten 1970er und frühen 1980er Jahren spielte die Mannschaft im Rahmen einer Spielgemeinschaft mit einem Verein aus Empelde in der Oberliga Niedersachsen. Nach Auflösung der Spielgemeinschaft erreichten die Burgdorferinnen 2007 die Landesliga und zwei Jahre später die Oberliga Niedersachsen. Dort wurde die Mannschaft im Jahre 2011 Vizemeister und stiegen nach dem Verzicht des Meisters SV Garßen in die 3. Liga auf. Gleichzeitig qualifizierte sich die Mannschaft für den DHB-Pokal. Nachdem die Mannschaft in der ersten Runde kampflos gegen den SC Riesa weitergekommen war und in Runde zwei die HSG Lachte/Lutter besiegt hatte, folgte das Aus in Runde drei nach einer 6:58-Niederlage gegen den Buxtehuder SV. Als abgeschlagener Tabellenletzter mussten die Burgdorferinnen nach nur einem Jahr wieder absteigen und wurden in der folgenden Oberligasaison prompt nach unten durchgereicht. In der Saison 2014/15 tritt die Mannschaft in der Regionsliga Hannover an.

### Jugend
Die männliche A-Jugend der TSV Burgdorf gehörte im Jahre 2011 zu den Gründungsmitgliedern der Bundesliga. Größte Erfolge waren vierte Plätze in den Spielzeiten 2011/12 bzw. 2013/14. Die Handball-Bundesliga verlieh dem Verein im Jahre 2009 das Jugendzertifikat.

#### B-Jugend
Die B-Jugend der TSV Burgdorf 2024/25 nahm an der  Jugend-Bundesliga teil und wurde vize Meister in Deutschland. Dieser Erfolg war zudem auch der größte Erfolg in der Vereins Geschichte.

## Fußball

### Geschichte
Die fußballerischen Wurzeln der Burgdorfer liegen bei Viktoria Burgdorf. Nach zwei Bezirksmeisterschaften in Folge gelang im Jahre 1922 der Aufstieg in die seinerzeit erstklassige Südkreisliga, aus der die Mannschaft als abgeschlagener Tabellenletzter prompt wieder abstieg. Nach dem Ende des Zweiten Weltkrieges waren die Burgdorfer im Jahre 1949 Gründungsmitglied der drittklassigen Amateurliga Hannover und mussten als Vorletzte absteigen. Vier Jahre später kehrte die TSV in die Amateurliga zurück, als die Staffel Heide neu geschaffen wurde. Dort wurden die Burgdorfer von 1955 bis 1957 dreimal in Folge Vizemeister hinter dem 1. FC Wolfsburg, dem SC Uelzen 09 und den Amateuren des VfL Wolfsburg.
Parallel dazu waren die A-Junioren des Vereins erfolgreich und gewannen 1957 und 1958 den Niedersachsenpokal. Die erste Mannschaft hingegen versank im Mittelmaß und verpasste 1964 die Qualifikation für die neu geschaffene Verbandsliga. Zwei Jahre später folgte der Abstieg in die Bezirksklasse. Erst Anfang der 1970er Jahre ging es wieder bergauf. 1973 gelang der Aufstieg in die Bezirksliga Heide. Gleichzeitig sorgte der Verein im Pokal für Furore. Mit einem 3:0-Sieg über den Verbandsligisten Rot-Weiß Scheeßel gewannen die Burgdorfer den Niedersachsenpokal und qualifizierten sich für den Norddeutschen Pokal.
Gleich in der ersten Runde erreichte die Mannschaft gegen den Regionalligisten VfL Wolfsburg ein 4:4 nach Verlängerung und gewannen schließlich mit 5:3 im Elfmeterschießen. Der Treffer von Alfons Kluger per Seitfallzieher wurde von den Zuschauern der ARD-Sportschau zum Tor des Monats gewählt. In Runde zwei stand die TSV kurz vor einer weiteren Überraschung und zwangen den Regionalligisten HSV Barmbek-Uhlenhorst mit einem 3:3 nach 90 Minuten in die Verlängerung. Dort ging den Burgdorfern allerdings die Luft aus, so dass die Gäste am Ende mit 9:3 gewannen. Zwei Jahre später wurde die Mannschaft in die Bezirksliga Hannover versetzt.
In der Saison 1975/76 lieferten sich die Burgdorfer mit dem TSV Havelse ein langes Kopf-an-Kopf-Rennen um die Meisterschaft. Die Vorentscheidung fiel nach einem 3:0-Sieg von Havelse vor 4.000 Zuschauern in Burgdorf. Ein Jahr später stieg die TSV in die Verbandsliga auf und qualifizierte sich 1979 durch einen 2:0-Entscheidungsspielsieg über den Polizei-Sportverein Hannover für die neu geschaffene zweigleisige Landesliga. Aus dieser stieg die TSV zwei Jahre später ab und kehrte 1983 für drei Jahre zurück. Zwei Abstiege in Folge brachten den Verein 1989 wieder zurück in die Bezirksklasse, ehe 1995 der Wiederaufstieg in die Bezirksliga gelang.
2001 mussten die Burgdorfer noch einmal runter in die Bezirksklasse, wo der direkte Wiederaufstieg gelang. Im Jahre 2006 wurde die TSV unter Trainer Peter Hayduk Bezirksligameister und schaffte den Aufstieg in die Bezirksoberliga Hannover, die vier Jahre später in Landesliga Hannover umbenannt wurde. 2012 wurden die Burgdorfer Vizemeister hinter dem 1. FC Germania Egestorf/Langreder, verzichteten aber zugunsten des SV Bavenstedt auf die Aufstiegsrunde zur Oberliga Niedersachsen. Ein Jahr später wurden die TSV-Fußballer erneut Vizemeister, dieses Mal hinter dem 1. FC Wunstorf. Im Jahre 2016 scheiterte eine geplante Fusion der TSV-Fußballabteilung mit der des Heeßeler SV zu Grün-Weiß Burgdorf-Heeßel. Sechs Jahre später stiegen die Burgdorfer in die Bezirksliga ab.
Für mediales Aussehen sorgte im September 2019 die C-Jugend-Mannschaft, diese wurde nach mehreren Gewaltexzessen vom Niedersächsischen Fußballverband für ein halbes Jahr vom Spielbetrieb ausgeschlossen. Daraufhin meldete der Vorstand die Mannschaft ganz aus dem Spielbetrieb ab.

### Erfolge
- Niedersachsenpokalsieger 1973
- Bezirkspokalsieger Heide 1973
- Bezirkspokalsieger Hannover 1978, 2011

## Schwimmen
Mit Ralf Beckmann brachte die TSV Burgdorf einen dreifachen deutschen Schwimmmeister hervor. Von 2001 bis 2006 war Beckmann Cheftrainer und Sportdirektor des Deutschen Schwimm-Verbandes.